# Onthophagus timorensis
Onthophagus timorensis là một loài bọ cánh cứng trong họ Bọ hung (Scarabaeidae).